# Jean Philippe

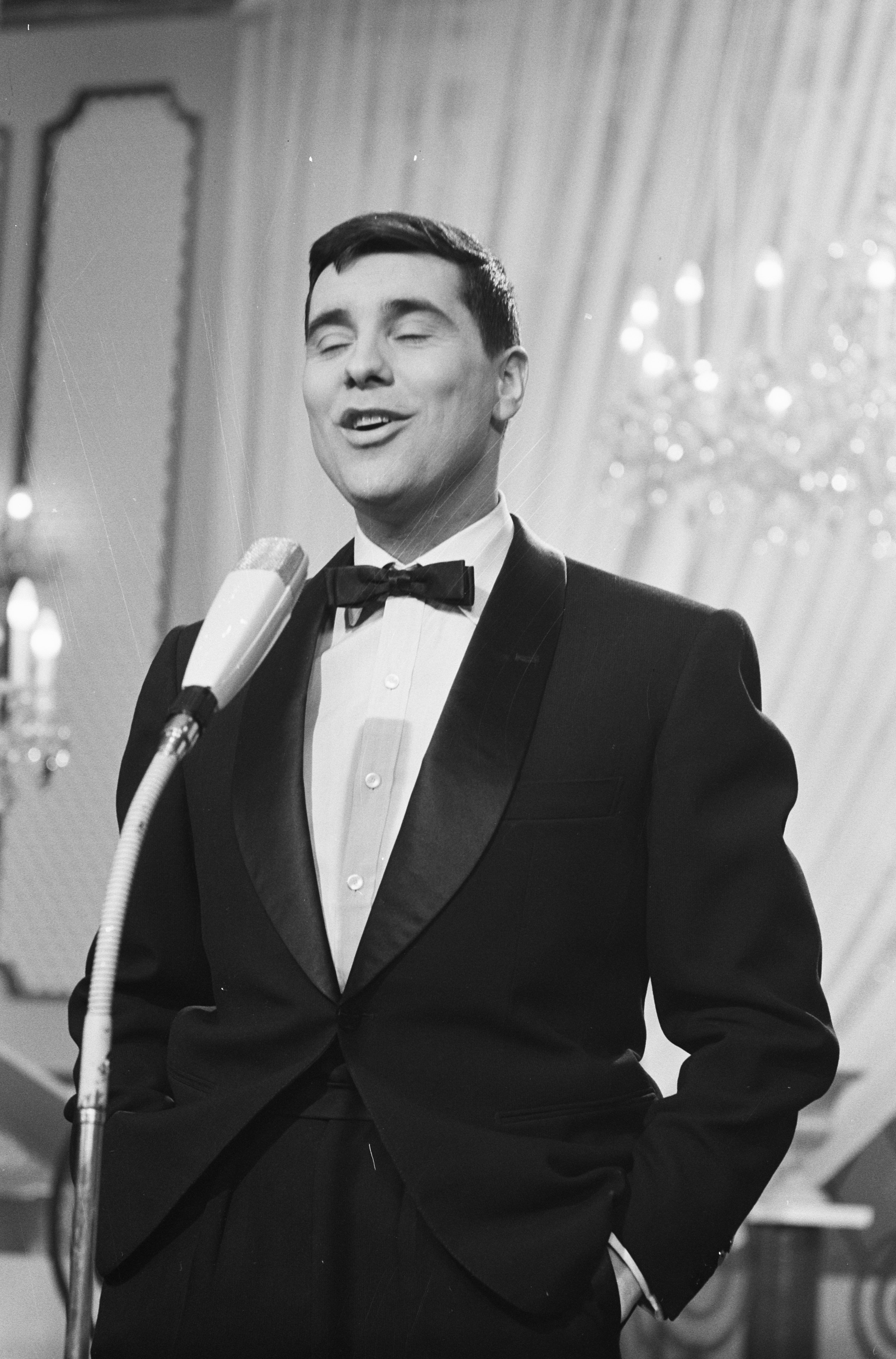
Jean Philippe beim Eurovision Song Contest 1962

Jean Philippe Gargantiel (* 27. November 1931; † 9. Januar 2022) war ein französischer Sänger und Teilnehmer zweier Eurovision Song Contests.

## Leben und Wirken
Er vertrat Frankreich als Jean Philippe beim 4. Eurovision Song Contest 1959 in Cannes mit seinem Chanson Oui, Oui, Oui, Oui (dt.: Ja, Ja, Ja, Ja) und erreichte den dritten Platz mit 15 Punkten. Dieses Stück wurde von dem Chansonier Sacha Distel noch einmal veröffentlicht und erreichte dort höhere Bekanntheit.
Beim Eurovision Song Contest 1962 vertrat Jean Philippe die Schweiz mit dem Chanson Le Retour (dt.: Die Rückkehr). Er wurde dort Zehnter von 16 Plätzen und erhielt zwei Punkte. Er teilte sich diesen Platz mit Inger Jacobsen (Norwegen) und Ellen Winther (Dänemark).